# خوزه دیاس مورالس
خوزه دیاس مورالس (اسپانیایی: José Díaz Morales‎؛ ۱۹۷۶–۱۹۰۸) فیلم‌نامه‌نویس، کارگردان فیلم اهل اسپانیا بود.
از فیلم‌ها یا مجموعه‌های تلویزیونی که وی در آن‌ها نقش داشته است می‌توان به آشوب‌گر اشاره نمود.